# Pi Mensae
Pi Mensae (π Mensae, förkortat Pi Men, π Men) som är stjärnans Bayerbeteckning, är en ensam stjärna belägen i den mellersta delen av stjärnbilden Taffelberget. Den har en skenbar magnitud på 5,65 och är synlig för blotta ögat där ljusföroreningar ej förekommer. Baserat på parallaxmätning inom Hipparcosuppdraget på ca 54,6 mas, beräknas den befinna sig på ett avstånd på ca 60 ljusår (ca 18 parsek) från solen. 

## Egenskaper
Pi Mensae är en gul till vit stjärna i huvudserien av spektralklass G0 V. Den har en massa som är ca 10 procent  större än solens massa, en radie som är ca 15 procent större än solens och utsänder från dess fotosfär ca 1,5 gånger mera energi än solen vid en effektiv temperatur av ca 6 000 K.

## Planetsystem
Den 15 oktober 2001 hittades en exoplanet vid Pi Mensae. Pi Mensae b är en av de mest massiva planeter som någonsin upptäckts och har ett mycket excentriskt omlopp med en period på 2 151 dygn (5,89 år). På grund av sin excentricitet, och att den är en massiv variant av Jupiter (Superjupiter) som passerar genom den beboeliga zonen, skulle den ha stört omloppet av några jordliknande planeter, och eventuellt tvingat dem in i stjärnan eller ut i det interstellära mediet.
Mer exakta Hipparcosdata avger ett intervall för följeslagarens massa till att vara mellan 10,27 och 29,9 gånger den hos Jupiter, vilket bekräftar dess substellära natur med den övre gränsen för massan, som placerar den i området för bruna dvärgar. Den 16 september 2018 publicerades ett förtryck i arXiv där man rapporterade observationer av en superjord med en omloppsperiod på 6,27 dygn runt stjärnan, den första observationen av en exoplanet av Transiting Exoplanet Survey Satellite (TESS) som offentliggjorts.